# 莎賓娜·卡本特
莎賓娜·安琳·卡本特（1999年5月11日—），美國歌手、詞曲作家和演員。她因出演迪士尼原創影集《蕾蕾看世界》的瑪雅·哈特（2014-2017年）而聲名鵲起，並與迪士尼旗下的好萊塢唱片公司簽約。
她於2014年發行了首支單曲《Can't Blame a Girl for Trying》，隨後又發行了錄音室專輯《Eyes Wide Open》（2015年）、《Evolution》（2016年）、《Singular: Act I》（2018年）及《Singular: Act II》（2019年）。
莎賓娜於2021年轉到小島唱片並發行了她的第五張錄音室專輯《Emails I Can't Send》（2022年），這張專輯得到了TikTok熱門單曲《Nonsense》和Pop Airplay冠軍單曲《Feather》的支持。她還在Eras Tour（2023-2024年）中為泰勒絲開場。她的第六張錄音室專輯《Short n' Sweet》（2024年）成為她首張在Billboard 200排行榜上名列前茅的專輯，其中收錄了Hot 100排行榜前三的單曲《Espresso》、《Please Please Please》和《Taste》，打破了多項紀錄和成就，並獲得兩項格萊美獎及一項MTV音樂錄影帶大獎。
莎賓娜曾出演的電影包括喜劇《保姆夜瘋狂》（2016年）、成長劇《致所有逝去的聲音》（2018年）、公路劇《長路簡史》（2019年）、電影《雲》（2020年)，以及驚悚片《黑白拉警報》 (2022年)。她還主演了Netflix電影《女孩我最高》（2019年）、《女孩我最高2》（2022年）和《飆舞追夢》（2020年），其中她擔任後者的執行製片人。在百老匯中她在音樂劇《Mean Girls》（2020年）中扮演主角。

## 早年生活
莎賓娜·卡本特於1999年5月11日出生於美國賓夕法尼亞州的理海谷。父母是大衛和伊麗莎白·卡本特，並在東格林維爾（East Greenville）長大。她有三個姐姐，在家接受教育。她是女演員南希·卡特賴特的侄女。大約在10歲時，她開始在YouTube上發布自己演唱克莉絲汀·阿奎萊拉和愛黛兒歌曲的影片。她的父親為她建造了一間錄音室，以激發她對音樂的熱情。2009年，她在美國歌手麥莉‧希拉舉辦的“下一個麥莉·希拉計劃”歌唱比賽(The Next Miley Cyrus Project)獲得第三名。

## 職業生涯

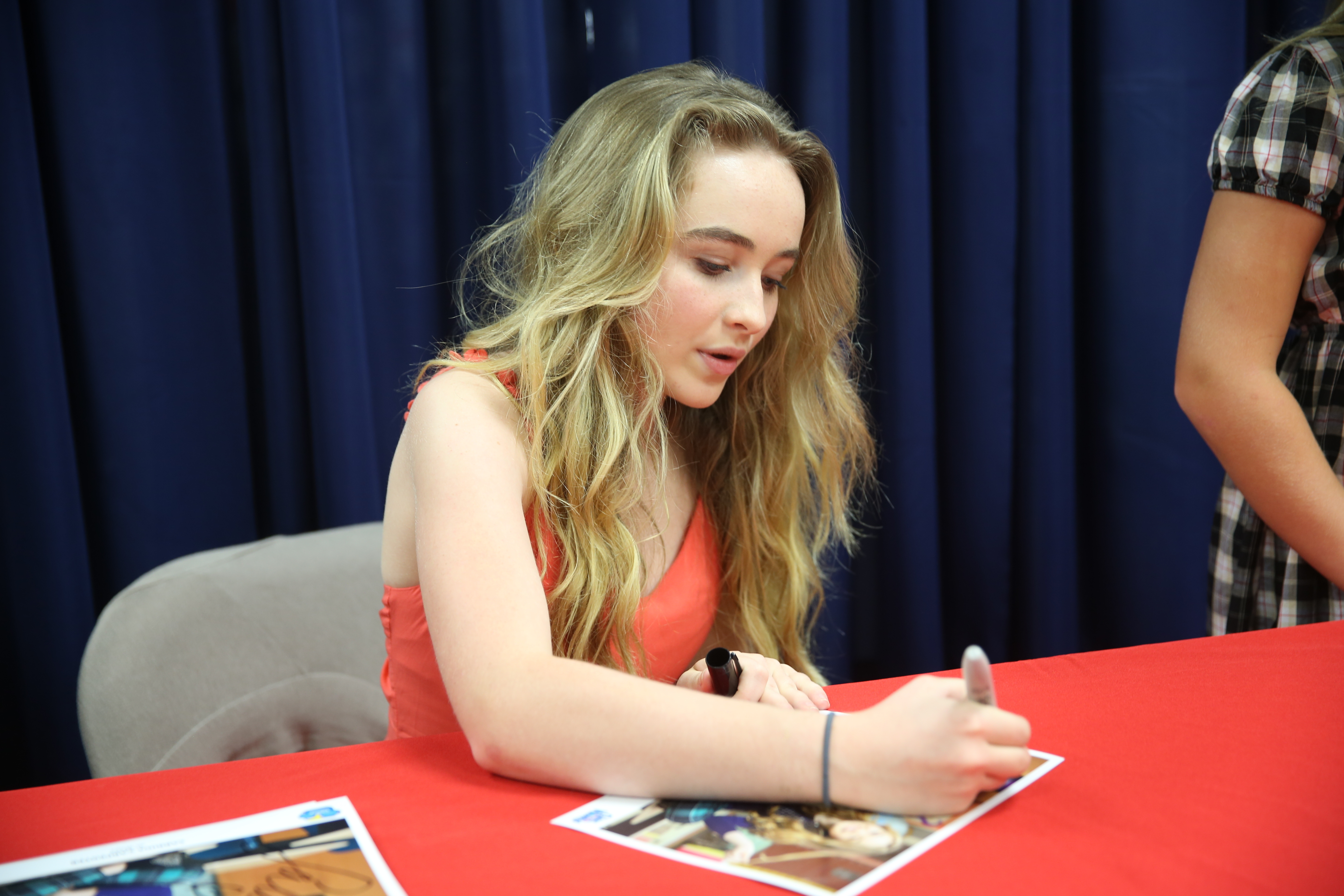
2014年，卡本特在北卡羅來納州哈維洛克的海軍陸戰隊空軍基地櫻桃角簽名。

### 歌曲風格
莎賓娜·卡本特是個青少年流行音樂歌手，在《Eyes Wide Open》專輯中，更跨越了鄉村、原音樂等音樂類型。《Evolution》這張專輯充滿了電子流行及浩室音樂。《Singular: Act I》的風格包括流行舞曲、節奏藍調及陷阱音樂。
莎賓娜接受迪士尼的採訪時，她說道他的音樂主要是受到克里絲汀·阿奎莱拉、阿黛尔及蕾哈娜的影響。

### 2011–2014 年：與迪士尼合作
莎賓娜首次出演角色是在2011年，在NBC電視劇《法網遊龍：特案組》中擔任客串角色。大約在同一時間，她參加了中國湖南廣播電視台的金芒果觀眾節節目，演唱了《Something's Got a Hold on Me》。2012年夏天，莎賓娜特在福斯情境喜劇《遺產遊戲》中扮演一個常設角色。她演出了電影《魔角》（2013年），並為受迪士尼仙女電影系列啟發的合輯專輯《Disney Fairies: Faith, Trust, and Pixie Dust 》錄製了“Smile”。這首歌在迪士尼電台上榜。 她在《小公主蘇菲亞》中飾演薇薇安公主，並與艾莉爾·溫特一起演唱了歌曲《All You Need》。
2013年1月，莎賓娜演出迪士尼頻道連續劇《蕾蕾看世界》 （ 《淘小子看世界》的衍生劇），飾演瑪雅·哈特。該節目共72集，於2017年1月20日結束。2014年以前，莎賓娜與當時迪士尼旗下的好萊塢唱片公司簽訂了五張專輯的合約。
2014年3月，莎賓娜發布了她的首支單曲《Can't Blame a Girl for Trying》，該曲由梅根·崔娜(Meghan Trainor)共同創作。 這首單曲獲得了好評，並與2014年4月發行的首張同名EP同名。她為迪士尼頻道電影《超完美男孩》錄製了單曲《Stand Out》 ，該電影於2014年8月首映。 

### 2015–2017年：《Eyes Wide Open》與《Evolution》
2015年1月，莎賓娜發行單曲〈We'll Be the Stars〉，這首歌成為她首張錄音室專輯《Eyes Wide Open》的主打單曲。專輯於2015年4月14日發行，在Billboard 200排行榜上最高排名第43位。根據《Billboard》報導，該專輯首週銷量超過12,000張。專輯推出後廣受好評，並贏得兩項迪士尼電台音樂獎。之後，她也發行了專輯同名單曲〈Eyes Wide Open〉。
2015年8月，莎賓娜於D23博覽會登台演出。12月，她發布第二首聖誕單曲〈Christmas The Whole Year Round〉。
2016年2月，莎賓娜推出獨立單曲〈Smoke and Fire〉，並於同年迪士尼音樂獎上演唱這首歌。 6月，她與蘇菲亞·卡森（Sofia Carson）聯合主演迪士尼頻道原創電影 《保姆夜瘋狂》（2016），並與對方合唱電影主題曲〈Wildside〉。同年，她還參與帕薩迪納劇院製作的舞台劇 《彼得潘與小叮噹：海盜的聖誕節》。8月，她成為胡士托音樂節的主打藝人。此外，她開始在動畫影集 《米羅的莫非定律》 中為角色梅莉莎·蔡斯（Melissa Chase）配音。
2016年10月，莎賓娜發行第二張錄音室專輯《Evolution》，該專輯登上Billboard 200排行榜第28位，首週銷量達13,000張。 專輯收錄兩首單曲：〈On Purpose〉與〈Thumbs〉，其中前者獲得迪士尼電台音樂獎提名， 而後者則登上Billboard的Bubbling Under Hot 100排行榜冠軍，並最終獲得美國唱片業協會（RIAA）白金認證。 此外，專輯還發行兩首宣傳單曲〈All We Have Is Love〉與〈Run and Hide〉。 她曾在 《今夜秀》及《詹姆士·柯登深夜秀》上表演〈Thumbs〉。
2016年秋季，莎賓娜展開首場個人巡迴演唱會 「進化之旅」（The EVOLution Tour）。
2017年3月，她為迪士尼頻道影集 《安迪麥克》 演唱主題曲。5月，她與The Vamps及麥克·佩里（Mike Perry）合作推出單曲〈Hands〉。7月，她發行單曲〈Why〉，獲得廣泛好評， 並在Billboard Hot 100單曲榜上最高排名第21位，成為她第二首進入該榜單的歌曲。 該曲亦獲得迪士尼電台音樂獎提名。
2017年夏季，莎賓娜展開第二次個人巡演 「De-Tour」。她還為亞莉安娜·格蘭德（Ariana Grande）的 「危險女人巡迴演唱會」 聖保羅站擔任開場嘉賓。
2017年12月，莎賓娜翻唱經典聖誕歌曲〈Have Yourself a Merry Little Christmas〉並發行。同年，她還與英國歌手賈思敏·湯普森及小提琴家琳西·特莉分別合作翻唱〈Sign of the Times〉與〈You're a Mean One, Mr. Grinch〉。

## 個人生活
莎賓娜有三個姐姐，莎拉、香農及同父異母的姐姐凱拉。她的阿姨是美國演員南希·卡特賴特。
莎賓娜曾於2014年至2015年與演員布拉德利·史蒂芬·佩瑞交往過，佩瑞後來稱她為他的“初戀”。在《女孩我最高》片場相識後，她與演員格里芬·格魯克有過短暫的約會。從2020年到 2021年，莎賓娜與演員約書亞·巴賽特保持戀愛關係。2023 年初，她與尚恩·曼德斯短暫約會。2023年12月，莎賓娜開始與愛爾蘭演員貝瑞·柯根交往。2024年5月，他們搬進了位於洛杉磯好萊塢山莊一棟價值440萬美元的房子。2024年12月，據報導這對情侶已經分手。

## 音樂作品
主條目：莎賓娜‧卡本特音樂作品
- 《Eyes wide open（英语：Eyes Wide Open (Sabrina Carpenter album)）》（2015年）
- 《Evolution（英语：Evolution (Sabrina Carpenter album)）》（2016年）
- 《Singular: Act I》（2018年）
- 《Singular: Act II》（2019年）
- 《Emails I Can't Send》（2022年）
- 《Short n' Sweet》（2024年）
- 《Man's Best Friend》（2025年）

## 巡迴演唱會
主條目：莎賓娜‧卡本特巡迴演唱會
個人領銜
- Evolution Tour (2016–2017年)[71]
- The De-Tour (2017年)[72]
- Singular Tour (2019年)[73]
- Emails I Can't Send Tour (2022年)
- Short n' Sweet Tour (2024–2025年)[74]

音樂節 (眾多歌手)
- Jingle Ball Tour 2016 (2016年)[75]
- Jingle Ball Tour 2017 (2017年)[76]
- Jingle Ball Tour 2018 (2018年)[77]

開場表演
- 爱莉安娜·格兰德 – Dangerous Woman Tour (2017年)[78]
- The Vamps – UK Arena Tour (2017年)[79]
- 泰勒·斯威夫特 – The Eras Tour (2023年)[80]

## 影視作品

### 電影
| 年分 | 中文片名                     | 原文片名                                    | 角色                   | Notes                   |
| ---- | ---------------------------- | ------------------------------------------- | ---------------------- | ----------------------- |
| 2012 | 《Noobz》                    | Noobz                                       | Brittney               |                         |
| 2013 | 《魔角》                     | Horns                                       | Young Merrin           |                         |
| 2018 | 《致所有逝去的聲音》         | The Hate U Give                             | 海莉 Hailey            |                         |
| 2019 | 《長路簡史》                 | The Short History of the Long Road          | 諾菈 Nola              |                         |
| 2019 | 《女孩我最高》               | Tall Girl                                   | Harper Kreyman         |                         |
| 2020 | 《飆舞追夢》                 | Work It                                     | Quinn Ackerman         | Also executive producer |
| 2020 | 《雲》                       | Clouds                                      | Samantha "Sammy" Brown |                         |
| 2022 | 《女孩我最高2》              | Tall Girl 2                                 | Harper Kreyman         |                         |
| 2022 | 《黑白拉警報》               | Emergency                                   | Maddy                  |                         |
| 2024 | 《莎賓娜卡本特：無厘頭聖誕》 | A Nonsense Christmas with Sabrina Carpenter | 她自己 Herself         | Netflix special         |

### 電視劇
| 年分      | 中文片名             | 原文片名                          | 角色                           | Notes                                               |
| --------- | -------------------- | --------------------------------- | ------------------------------ | --------------------------------------------------- |
| 2011      | 《法網遊龍：特案組》 | Law & Order: Special Victims Unit | Paula                          | Episode:Possessed                                   |
| 2012      | 《飛哥與小佛》       | Phineas and Ferb                  | 女孩 Girl                      | Voice role; episode: "What a Croc!/Ferb TV"         |
| 2013–2018 | 《小公主蘇菲亞》     | Sofia the First                   | 薇薇安公主 Princess Vivian     | Recurring voice role; 16 episodes                   |
| 2013      | 《遺產遊戲》         | The Goodwin Games                 | Young Chloe Goodwin            | Recurring role; 5 episodes                          |
| 2013      | 《勁爆女子監獄》     | Orange Is the New Black           | Jessica Wedge                  | Episode: Fucksgiving                                |
| 2013      | 《奧斯汀與艾莉》     | Austin & Ally                     | 露西 Lucy                      | Episode: Moon Week & Mentors                        |
| 2014–2017 | 《蕾蕾看世界》       | Girl Meets World                  | 瑪雅·哈特 Maya Hart            | Main role; 72 episodes                              |
| 2016      | 《宇宙小奇兵》       | Wander Over Yonder                | Melodie                        | Voice role; episode: The Legend                     |
| 2016      | 《今日你當家》       | Walk the Prank                    | Herself                        | Episode: Adventures in Babysitting                  |
| 2016      | 《保姆夜瘋狂》       | Adventures in Babysitting         | Jenny Parker                   | Disney Channel Original Movie                       |
| 2016–2019 | 《米羅的莫非定律》   | Milo Murphy's Law                 | Melissa Chase                  | Main voice role; 40 episodes                        |
| 2017      | 《我是露娜》         | Soy Luna                          | 她自己 Herself                 | 2 episodes                                          |
| 2018      | 《米奇賽車手》       | Mickey and the Roadster Racers    | Nina Glitter                   | Voice role; episode:Super-Charged: Pop Star Helpers |
| 2020      | 《明星大整蠱》       | Punk'd                            | 她自己 Herself                 | Episode: "Rat Trap with Sabrina Carpenter"          |
| 2020      | 《Royalties》        | Royalties                         | Bailey Rouge                   | 3 episodes                                          |
| 2024      | 《週六夜現場》       | Saturday Night Live               | 她自己 Herself (musical guest) | Episode: "Jake Gyllenhaal/Sabrina Carpenter"        |

### 音樂劇
| 年份 | 劇名                             | 角色                    | 演出地點           | 備註       |
| ---- | -------------------------------- | ----------------------- | ------------------ | ---------- |
| 2015 | 《彼得潘與小叮噹：海盜的聖誕節》 | 溫蒂·達林 Wendy Darling | 帕薩迪娜劇院       | Regional   |
| 2020 | 《Mean Girls》                   | 何凱蒂 Cady Heron       | 奧古斯特威爾森劇院 | 百老匯劇院 |

### 電玩遊戲
| 年份 | 標題                 | 角色  | 備註     | Ref.   |
| ---- | -------------------- | ----- | -------- | ------ |
| 2011 | 《舞力全開兒童版 2》 | Coach | 電玩遊戲 | [ 84 ] |